# 川勝貞徳
川勝 貞徳（かわかつ さだのり）は、江戸時代前期から中期の旗本。貞徳流川勝家の初代当主。

## 生涯
貞享2年（1685年）、新庄氏の男子として江戸に生まれ、後に川勝貞久の婿養子となった。正徳3年（1713年）11月29日、義父貞久の家督（禄高は不明）を継ぎ、表火番、挑灯奉行、徒目付等を経て植木奉行に至った。その後、作事下奉行となり、拝謁を許され、旗本家を興した。家紋は釘抜、五三桐。通し字は「氏」。
享保20年（1735年）12月19日、畳奉行に進んだ。元文元年（1736年）鶴岡八幡社補修の時、同年7月24日に命を受けて鎌倉に赴き、日光山御宮修造の時にも日光山に出かけた。元文4年（1739年）12月18日、表台所頭となったが、寛保2年（1742年）5月12日に配下の者の養子の事について落度があり、配下の者と伴に逼塞となり、同年8月28日に許された。延享4年（1747年）8月13日、江戸城西の丸勤めとなり、宝暦6年（1756年）7月25日に老いのため職を辞して、小普請となった。この時、黄金2枚を給わった。
宝暦7年（1757年）6月14日に隠居し、同年7月21日、73歳で没した。家督は嫡男の氏記が継いだ。